# Gea transversovittata
Gea transversovittata är en spindelart som beskrevs av Albert Tullgren 1910. Gea transversovittata ingår i släktet Gea och familjen hjulspindlar. Inga underarter finns listade i Catalogue of Life.